# جوردن هوبارد
جوردن هوبارد (بالإنجليزية: Jordan Hubbard)‏ (و. 1963  م) هو مبرمج، ومهندس، وعالم حاسوب أمريكي، ولد في هونولولو.